# Comment j'ai fêté la fin du monde
Pour plus de détails, voir Fiche technique et Distribution.
Comment j'ai fêté la fin du monde (Cum mi-am petrecut sfarșitul lumii) est un film franco-roumain du réalisateur roumain Cătălin Mitulescu sorti en 2006.

## Synopsis

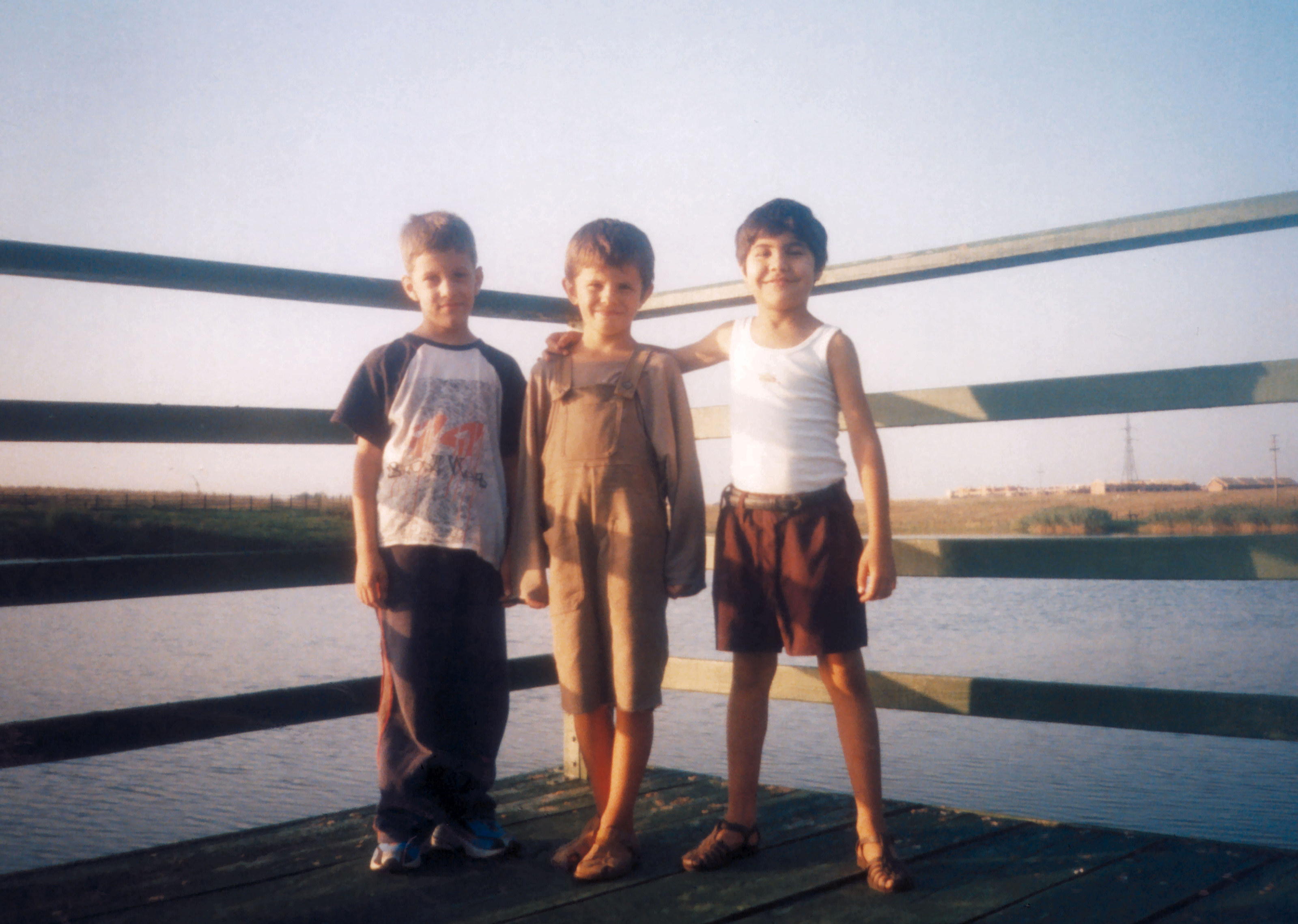
Trois des jeunes acteurs du film, au milieu Timotei Duma qui joue Lalalilu.

Le film se déroule en 1989 à Bucarest dans la dernière année de la dictature de Nicolae Ceaușescu. Eva, adolescente de 17 ans est amoureuse d'Alex. Ils se retrouvent en secret dans une salle du collège et par accident cassent un buste du dictateur. Dénoncés, ils passent en conseil de discipline. Alex est protégé par son père, apparatchik du régime mais Eva est envoyée en maison de redressement. Son jeune frère, Lalalilu, aidé de sa bande de copains, décide de se venger de cette injustice et échafaude un plan pour assassiner Ceausescu. De son côté, Eva, qui a rencontré un fils de dissident, décide de fuir la Roumanie en traversant le Danube à la nage.
Au cours du film, des séquences d'actualité montrent l’insurrection à Bucarest et la chute du régime. De nombreux rôles secondaires décrivent la vie du peuple aux prises avec les codes compliqués de la dictature. Une grande part est faite à la vision de cette situation à travers les yeux du jeune frère de l'héroïne.

## Fiche technique
- Réalisation : Cătălin Mitulescu

## Distribution
- Dorotheea Petre : Eva Matei, la jeune fille.
- Timotei Duma : Lalalilu, le jeune frère d'Eva

## Distinctions
- Festival de Cannes 2006 : sélection à Un certain regard
- Prix d'interprétation féminine pour Dorothéea Petre, section Un certain regard